# Raszyd Szarafietdinow
Raszyd Imamowicz  Szarafietdinow, ros. Рашид Имамович Шарафетдинов (ur. 10 lipca 1943 w Kujbyszewie, zm. 21 listopada 2012) – rosyjski lekkoatleta specjalizujący się w biegach długich, który reprezentował Związek Radziecki.
Dwukrotnie startował w igrzyskach olimpijskich: Meksyk 1968 (odpadł w eliminacjach biegu na 5000 metrów) oraz Monachium 1972 (odpadł w eliminacjach biegu na 10 000 metrów). Srebrny (1969 i brązowy (1971 medalista mistrzostw Europy. Mistrz uniwersjady (1970). Wielokrotny mistrz ZSRR. Rekordy życiowe: bieg na 5000 metrów – 13:33,6 (1971); bieg na 10 000 metrów – 27:56,26 (1971).